# OM Cerbiatto
 (mars 2008).
Si vous disposez d'ouvrages ou d'articles de référence ou si vous connaissez des sites web de qualité traitant du thème abordé ici, merci de compléter l'article en donnant les références utiles à sa vérifiabilité et en les liant à la section « Notes et références ».
L'OM Cerbiatto était un camion de faible tonnage fabriqué par le constructeur italien Officine Meccaniche de 1964 à 1972.

## Histoire
En 1964, après les succès obtenus avec les séries Leoncino et Tigrotto, Officine Meccaniche lance un modèle plus petit, le Cerbiatto, qui contribua à élargir la gamme du constructeur vers les petits tonnages, tout en gardant la caractéristique essentielle des productions OM, une largeur inférieure aux concurrents afin de favoriser l'accès aux centres-villes anciens historiques.
En fait c'était le petit frère du Leoncino et comme son aîné, il sera fabriqué et distribué dans beaucoup de pays du vieux continent.
Il sera remplacé, comme tous les autres camions OM de la série zoologique (durant les années 1950/60, OM baptisait ses productions avec des noms d'animaux), par l'OM 100.